# 弗兰克·甘策拉
弗兰克·甘策拉（德語：Frank Ganzera，1947年9月8日—），德国男子足球运动员，司职后卫。他曾代表东德国奥队参加1972年夏季奥林匹克运动会足球比赛，获得一枚铜牌。